# Intimidad (serie de televisión)
Intimidad es una serie web española de drama que se estrenó internacionalmente el 10 de junio de 2022 en la plataforma de streaming Netflix, con la producción de Txintxua Films. Está dirigida por Jorge Torregrossa García, Ben Gutteridge, Marta Font y Koldo Almandoz; y escrita por Verónica Fernández y Laura Sarmiento. Consta de ocho episodios, protagonizados por un reparto eminentemente femenino.
La serie narra la filtración de un video sexual de una figura política brillante, hecho que cataliza la historia de cuatro mujeres que recorren la frágil frontera entre la vida pública y la privada.

## Sinopsis
La historia se centra en un vídeo sexual de una política con futuro prometedor, que es filtrado a la prensa, por lo cual cuatro mujeres se ven forzadas a pisar la delgada línea entre lo que pertenece a la vida pública y a la vida privada. «¿Dónde están los límites de nuestra intimidad? ¿Qué pasa con nuestras vidas cuando nuestra privacidad se convierte en la conversación de todo el mundo?» Cuestiona cómo se restaura el daño personal y social causado a la víctima y la discriminación de sexos si un vídeo sexual en el que el personaje público fuese un hombre tuviera la misma repercusión.

## Producción

### Desarrollo
El 8 de junio de 2021 fue publicada por Netflix España la información del inicio del rodaje una nueva serie española producida por Txintxua Films para Netflix.
Esta ficción original es una producción de marcado contenido feminista, con mujeres en todas las responsabilidades creativas: sus creadoras son Verónica Fernández y Laura Sarmiento.

### Casting
También el 8 de junio de 2021, antes de informar la fecha de estreno de la serie, se anunció que el reparto principal se encontraba conformado por las actrices Itziar Ituño, Patricia López Arnaiz, Emma Suárez, Verónica Echegui, Ana Wagener y Yune Nogueiras.

### Rodaje
La fotografía principal se realizó en el País Vasco, con un total de más de setenta locaciones. La historia se encuentra ambientada en Bilbao, por lo que algunas escenas fueron rodadas en los escenarios naturales en esa ciudad, como las instalaciones del Museo Guggenheim, la Euskal Irrati Telebista, el Ayuntamiento de Bilbao, Azkuna Zentroa y la plaza Arriquibar, entre otros enclaves bilbaínos. Asimismo, el rodaje incluyó las playas Arrietara de Sopelana, Laga, Górliz, Plencia, Pedernales, Portugalete y Lejona, allí se encuentra el Palacio de Artaza.
En Francia fueron utilizadas locaciones de la región de Nueva Aquitania: Vielle-Saint-Girons, León y Ciboure.
El rodaje se efectuó en veinte semanas sin usar un plató. Algunos de los diálogos se mantienen en euskera.

## Elenco
- Itziar Ituño como Malen Zubiri[18]
- Patricia López Arnaiz como Begoña Uribe
- Emma Suárez como Miren
- Verónica Echegui como Ane Uribe
- Ana Wagener como Alicia Vásquez
- Yune Nogueiras como Leire
- Marc Martínez como Alfredo
- Jaime Zatarain como Kepa
- Eduardo Lloveras como César Barretxeguren
- Francesco Carril como Hugo
- César Sarachu como Dr. Zubiri[16]

## Episodios
Consta de ocho episodios, con una duración entre 45-50 minutos, que fueron estrenados el 10 de junio de 2022.
| N.º | Título                  | Dirigido por      | Escrito por                          |
| --- | ----------------------- | ----------------- | ------------------------------------ |
| 1   | «Medio mortal»          | Jorge Torregrossa | Verónica Fernández y Laura Sarmiento |
| 2   | «Posición / Exposición» | Jorge Torregrossa | Laura Sarmiento                      |
| 3   | «Prosopagnosia»         | Ben Gutteridge    | Laura Sarmiento y José Luis Martín   |
| 4   | «La caída»              | Ben Gutteridge    | Laura Sarmiento                      |
| 5   | «En funciones»          | Koldo Almandoz    | Laura Sarmiento y José Luis Martín   |
| 6   | «Sola»                  | Marta Font        | Laura Sarmiento                      |
| 7   | «Mañana»                | Jorge Torregrossa | Laura Sarmiento y José Luis Martín   |
| 8   | «Una decisión»          | Jorge Torregrossa | Laura Sarmiento y José Luis Martín   |

## Recepción
El estreno se realizó el 10 de junio de 2022, aunque había sido anunciada para un lanzamiento durante 2021.
Las reseñas enfatizan la mirada crítica del relato sobre el sexismo machista «que, con asertividad y seriedad, muestra cómo diferentes mujeres hacen frente a los delitos y actitudes sociales que vulneran sus vidas» por el hecho de ser mujeres. La serie «se atreve a abordar temas como la violación a la intimidad y el machismo, de manera sobria y certera, amparada en las inmejorables actuaciones de su elenco.» «Con la trama de cada una, la plataforma no se deja ni un tema por tratar: se aborda el conflicto de forma intergeneracional, los casos mediáticos y anónimos, los distintos comportamientos de los hombres frente a la polémica... Por esta línea, se consigue un trabajo espectacular en cuanto a emociones, reacciones y movimientos, acorde con la excelencia de las intérpretes.» es otra de las críticas a Intimidad.